# Lista de países sem forças armadas

Países sem forças armadas
Sem qualquer tipo de força militar
Com força militar limitada

Esta é uma lista de países sem forças armadas. O termo "país" é usado neste artigo para designar Estados independentes, ou seja, é aplicado apenas para Estados soberanos e não para dependências (por exemplo Guam ou as Bermudas), cuja defesa está dependente de outro país ou outro tipo de força. O termo "forças armadas" refere-se a qualquer sistema de defesa armada financiada e mantida pelo Estado, que pode ser usada em operações internas ou externas, em nome do governo ou do Estado que defendem. Alguns dos países na lista, como a Islândia e o Mónaco, não têm forças armadas, contudo possuem forças militarizadas.
Grande parte dos 21 países nesta lista tiveram algum tipo de acordo com outro país independente que os ocupava militarmente; um dos exemplos deste acordo é o que existe entre o Mónaco e a França, que tem sido responsável pela defesa do Mónaco durante os últimos 300 anos. Alguns países do Tratado de Livre Associação, como é o caso das Ilhas Marshall, dos Estados Federados da Micronésia e de Palau, não têm qualquer poder de decisão nos assuntos de defesa do seu país, tendo até muito pouca influência a nível de relações internacionais. Por exemplo, quando a Micronésia negociou o acordo de defesa com os Estados Unidos, fizeram-no a partir de uma posição muito fraca, pois o país dependia imenso da assistência norte-americana. Andorra tem uma força militar extremamente pequena, e pode pedir assistência militar defensiva quando precisar, enquanto a Islândia tinha um acordo único com os Estados Unidos que durou até 2006, que obrigava os norte-americanos a defender a Islândia sempre que necessário.
Os restantes países são responsáveis pela sua própria defesa, que é efectuada com qualquer tipo de força armada ou então com uma muito limitada. Alguns dos países, como a Costa Rica, o Haiti ou Granada, passaram por um processo de desmilitarização. Outros foram formados sem forças armadas, como Samoa há 50 anos; a principal razão sendo que, no momento da sua criação, estavam sob a protecção de outro país. Todos os países nesta lista são considerados como estando numa situação de "não militarização".

## Países sem forças armadas
Estes países não possuem sequer forças consideradas paramilitares, devido a tratados firmados com potências estrangeiras ou eventos internos:
| País                            | Descrição | Ref(s)                             |
| ------------------------------- | --- | ---------------------------------- |
| Domínica                        | Dominica não tem forças armadas desde 1981. A defesa do país é da responsabilidade do Sistema Regional de Segurança. | [ 18 ]                             |
| Kiribati                        | De acordo com a Constituição, a única força permitida no país é a polícia, que inclui uma unidade de vigilância marítima. Esta vigilância está equipada com armamento ligeiro e um navio de patrulha. A defesa militar do país é providenciada pela Austrália e Nova Zelândia, sob um acordo assinado pelos três países.                                                                                 | [ 19 ] [ 20 ]                      |
| Liechtenstein                   | Aboliu o seu exército em 1868 devido ao seu elevado custo de manutenção. A constituição de um exército apenas é permitida em tempo de guerra, porém esta situação nunca ocorreu desde então. Contudo, este país detém uma força policial e uma equipe de operações especiais contra-terroristas, ambas armadas para executar tarefas de segurança interna.                                               | [ 21 ]                             |
| Ilhas Marshall                  | Desde a fundação do país, a única força permitida é uma força policial, que inclui uma Unidade de Vigilância Marítima. Esta unidade está equipada com armamento ligeiro e um navio patrulha. Sob o Tratado de Livre Associação, a defesa do país é da responsabilidade dos Estados Unidos da América. | [ 6 ] [ 22 ] [ 23 ]                |
| Estados Federados da Micronésia | Desde a fundação do país, nenhum tipo de força militar foi alguma vez criada. A única força permitida é a policial, que inclui uma Unidade de Vigilância Marítima, estando a mesma equipada com armamento ligeiro e um navio patrulha. A defesa do país está sob a responsabilidade dos Estados Unidos, através do Tratado de Livre Associação.                                                          | [ 24 ] [ 25 ]                      |
| Nauru                           | Apesar de se tratar de um acordo informal, a defesa deste país está sob a responsabilidade da Austrália. Contudo, Nauru detém uma força policial, juntamente com uma força policial auxiliar que trata da segurança interna. | [ 26 ] [ 27 ] [ 28 ] [ 29 ] [ 30 ] |
| Palau                           | Desde a fundação do país, a única força permitida no país é a policial, que inclui uma Unidade de Vigilância Marítima composta por 30 pessoas, equipadas com armamento ligeiro e um navio patrulha. A defesa do país é da responsabilidade dos Estados Unidos, sob o Tratado de Livre Associação. | [ 7 ] [ 31 ] [ 32 ]                |
| Samoa                           | Nunca nenhuma força militar foi criada desde que o país foi fundado; contudo, existe uma pequena força policial e uma unidade de vigilância marítima. Esta unidade está equipada com armamento ligeiro e um navio de patrulha. De acordo com o Tratado de Amizade de 1962, a Nova Zelândia é responsável por assegurar a defesa militar do país.                                                         | [ 33 ] [ 34 ] [ 35 ]               |
| Ilhas Salomão                   | Actualmente sem nenhuma força militar (desde a ocorrência de um conflito étnico em que vários países tiveram que intervir para restaurar a paz e a ordem), detém uma força policial considerável e uma unidade de vigilância marítima, equipada com armamento ligeiro e dois navios patrulha. Até 2017, a defesa militar do país ficava a cargo da Missão de Assistência Regional para as Ilhas Salomão. | [ 36 ] [ 37 ] [ 38 ] [ 39 ] [ 40 ] |
| Tuvalu                          | Desde a sua fundação que nenhuma força militar é formada; contudo, existe uma pequena força policial e uma unidade de vigilância marítima, equipada com armamento ligeiro e um navio patrulha. | [ 41 ]                             |

## Países com força militar limitada
Estes países oficialmente não possuem forças armadas, mas, há a presença de forças paramilitares:
| País                     | Descrição | Ref(s)                             |
| ------------------------ | --- | ---------------------------------- |
| Andorra                  | Andorra não tem qualquer tipo de força armada, porém tem um pequeno exército voluntário cuja função é unicamente cerimonial. Esta força paramilitar, denominada GIPA (uma força treinada em antiterrorismo), faz parte da polícia nacional. A defesa do país em si é uma responsabilidade da Espanha e da França, dado o tratado de defesa existente entre Andorra e estes dois países. Há também a presença de um Somatén, uma instituição catalã de caráter parapolicial, que só entra em serviço durante emergências nacionais ou em eventos oficiais, como a visita dos Co-príncipes de Andorra, chamando todos os homens de Andorra com idade superior a 18 anos.                                                   | [ 42 ] [ 43 ] [ 44 ] [ 45 ]        |
| Costa Rica               | A constituição da Costa Rica proíbe, desde 1949, a formação de um exército regular. Contudo, o país tem uma força de segurança pública, responsável por fazer cumprir a lei e cuidar da segurança interna. Por este motivo, a Costa Rica é o país-sede da Corte Interamericana de Direitos Humanos e da Universidade para a Paz das Nações Unidas. | [ 15 ] [ 46 ]                      |
| Granada                  | Depois de ser invadida por uma coligação militar liderada pelos Estados Unidos, em 1983, Granada não possui desde então uma força armada. A Real Força Policial de Granada presta um serviço paramilitar de segurança interna do país. Já a defesa do país é actualmente da responsabilidade do Sistema Regional de Segurança. | [ 13 ]                             |
| Islândia                 | Apesar de não ter uma força armada desde 1869, é um membro da OTAN. Anteriormente havia um acordo de defesa com os Estados Unidos, que deteve uma base militar entre 1951 e 2006; contudo, o acordo foi alterado, tendo os Estados Unidos se comprometido em assegurar a defesa armada (através da Força de Defesa da Islândia) sem ter uma força militar permanentemente estacionada no país. Apesar de não ter um exército, a Islândia possui uma força militar expedicionária voluntária, um sistema de defesa aérea, uma guarda costeira militarizada e uma força especial dentro da polícia. Além disto, a Islândia detém vários acordos de segurança e defesa com a Noruega, a Dinamarca, e outros países da OTAN. | [ 11 ] [ 47 ] [ 48 ] [ 49 ] [ 50 ] |
| Maurícia                 | Maurícia não detém uma força armada desde 1968. A segurança interna é da responsabilidade da polícia, que possui uma unidade especial e uma guarda costeira, ambos paramilitares, equipados com armamento ligeiro. | [ 51 ] [ 52 ]                      |
| Mónaco                   | Desistiu de investir nas suas forças armadas durante o século XVII, devido aos avanços tecnológicos no armamento militar que faziam com que as defesas do Estado se tornassem fúteis; porém, ainda detém uma força armada limitada. Embora a defesa do país seja da responsabilidade da França, duas pequenas unidades militares continuam a existir, uma responsável por proteger o Príncipe e o aparelho judicial e a outra pela defesa civil e desempenhar funções de bombeiros. Ambas são bem treinadas e possuem armamento ligeiro. A par destas duas unidades, uma força policial mantém a ordem nas ruas. | [ 4 ] [ 53 ]                       |
| Panamá                   | Aboliu as suas forças armadas em 1990, acto confirmado através do voto unânime do parlamento em 1994 que alterou a constituição. As Forças Públicas do Panamá incluem a polícia, um serviço de patrulhamento das fronteiras, um serviço aeronaval e um serviço de protecção institucional, que detém alguma capacidade bélica. | [ 54 ] [ 55 ]                      |
| Santa Lúcia              | A Real Polícia de Santa Lúcia é composta por duas forças paramilitares, a Unidade de Serviços Especiais e a Guarda Costeira, que totalizam 116 efectivos. Estas duas forças são responsáveis pela segurança interna; em caso de conflito armado, a defesa do país é da responsabilidade do Sistema Regional de Segurança. | [ 13 ] [ 56 ] [ 57 ]               |
| São Vicente e Granadinas | A Real Força Policial de São Vicente e Granadinas é constituída por duas forças paramilitares, a Unidade de Serviços Especiais e a Guarda Costeira. A defesa do país em caso de conflito internacional é da responsabilidade do Sistema Regional de Segurança. | [ 13 ] [ 58 ]                      |
| Vanuatu                  | A Força Policial de Vanuatu tem uma unidade paramilitar, denominada Força Móvel de Vanuatu, responsável por missões de segurança interna. Esta força é composta por quase 300 elementos, homens e mulheres, bem equipados com armamento ligeiro. | [ 59 ] [ 60 ] [ 61 ]               |
| Vaticano                 | O Estado do Vaticano detém uma força policial denominada Corpo da Gendarmaria. A famosa Guarda Suíça, apesar de ser uma unidade armada cuja missão é proteger o Papa, está oficialmente sob a autoridade da Santa Sé e não do Estado do Vaticano. Não existe qualquer tratado de defesa com a Itália, sendo que tal tratado violaria a política de neutralidade do Vaticano prevista no Tratado de Latrão, porém informalmente as Forças Armadas Italianas ajudam no seu patrulhamento. A Guarda Palatina e a Guarda Nobre foram abolidas em 1970. | [ 62 ] [ 63 ] [ 64 ]               |

## Casos Excepcionais
O Japão não se encontra incluído nesta lista porque, apesar de oficialmente não ter forças armadas (de acordo com o artigo 9.º da Constituição do Japão), possui uma força equivalente denominada Forças de Autodefesa do Japão. Enquanto é, oficialmente, apenas uma extensão da sua polícia, é de facto uma força militar espalhada pelo território do Japão, responsável pela defesa do mesmo, que apenas pode transpôr a fronteira do Japão se for para uma missão de paz das Nações Unidas. Em 2015, a legislação em torno deste assunto foi alterada para permitir que as Forças de Autodefesa do Japão possam lutar ao lado das forças armadas de países aliados ao Japão, caso partilhem um inimigo comum.
As Forças Armadas do Haiti foram dissolvidas em Junho de 1995, porém, com os anos várias forças rebeldes têm exigido o seu regresso. A Policia Nacional do Haiti, composta por cerca de 12 mil efetivos, detém várias unidades paramilitares e uma guarda costeira; estas unidades são maiores do que o que seria necessário, considerando que vários países vizinhos têm forças armadas com um menor número de efetivos. Em grande parte devido ao esforços do ex-presidente do Haiti Michel Martelly, desde 2011 que têm vindo a ser feito esforços para restabelecer as forças armadas, com sua recriação em 2017 pelo presidente Jovenel Moise, em meios à protestos de opositores e crise financeira.